# Nectophrynoides paulae
Espèce
Statut de conservation UICN

 CR B1ab(iii) : 
En danger critique
Statut CITES
Nectophrynoides paulae est une espèce d'amphibiens de la famille des Bufonidae.

## Répartition
Cette espèce est endémique des monts Ukaguru dans l'est de la Tanzanie. Elle se rencontre à environ 1 800 m d'altitude.

## Description
Nectophrynoides paulae mesure de 15,1 à 23,7 mm

## Étymologie
Cette espèce est nommée en l'honneur de Paola Magagnato.

## Publication originale
- Menegon, Salvavidio, Ngalason & Loader, 2007 : A new dwarf forest toad (Amphibia: Bufonidae: Nectophrynoides) from the Ukaguru Mountains, Tanzania. Zootaxa, no 1541, p. 31–40.